# Kopřivnice

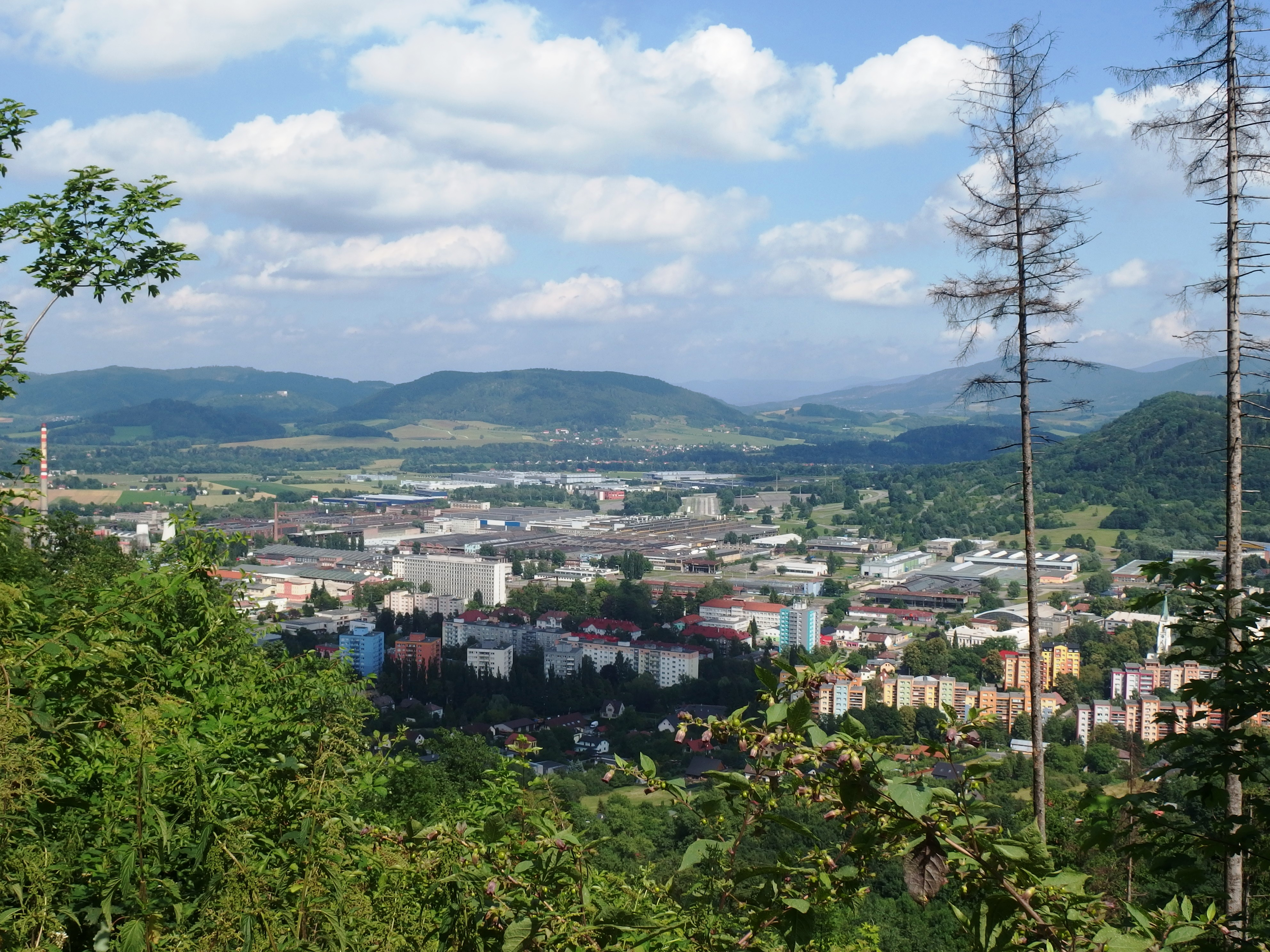
Blick von der Bílá hora auf Kopřivnice

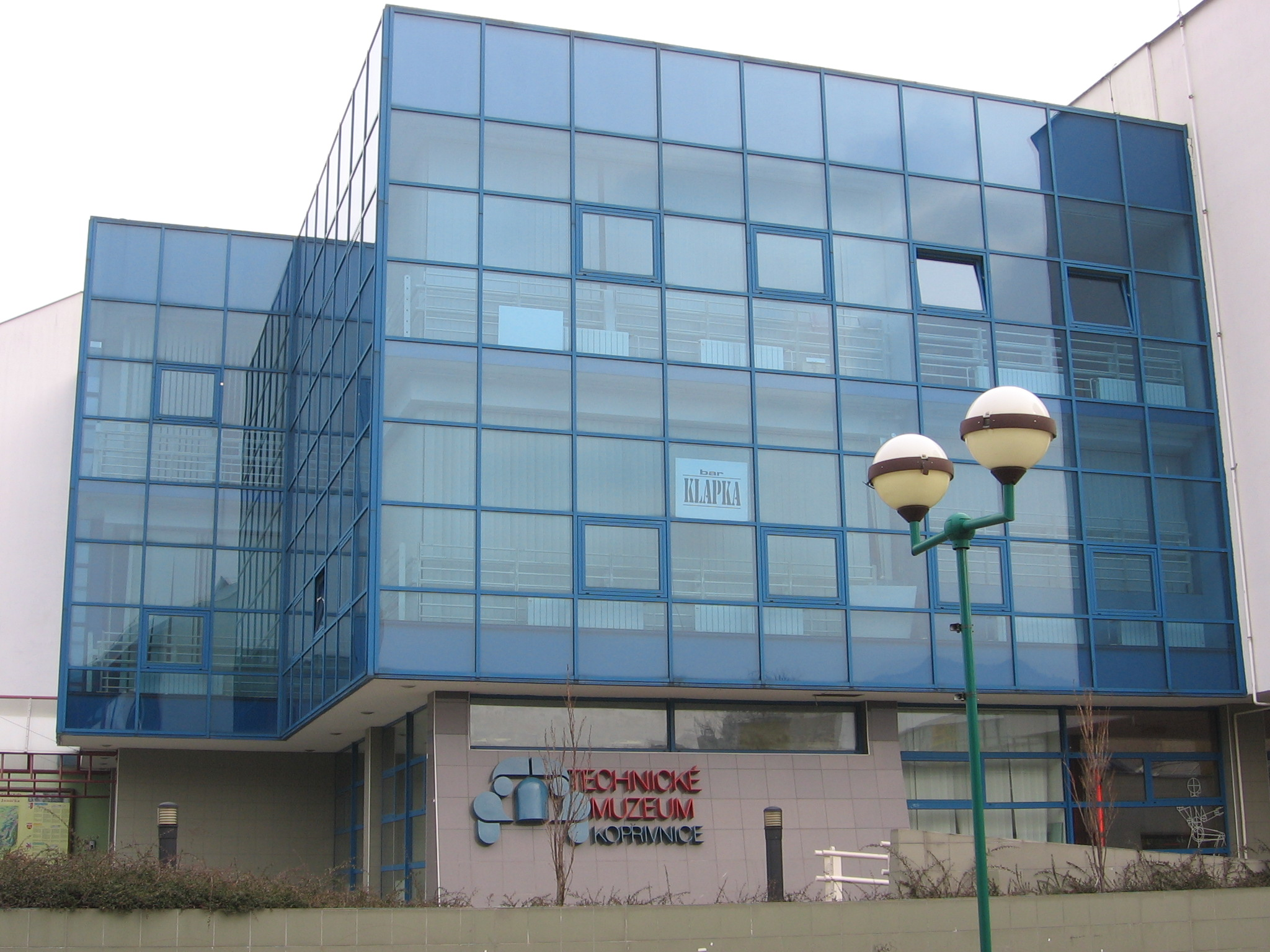
Technisches Museum

Kopřivnice (deutsch Nesselsdorf) ist eine Stadt im Okres Nový Jičín in Tschechien. Sie liegt etwa 30 Kilometer südlich von Ostrava (Ostrau) an der Kopřivnička.

## Stadtgliederung
Die Stadt Kopřivnice besteht aus den Ortsteilen Kopřivnice (Nesselsdorf), Lubina, Mniší (Mönchsdorf) und Vlčovice (Weltschowitz). Grundsiedlungseinheiten sind Bílá hora, Drnholec nad Lubinou (Drholetz), Horečková, Kamenárka, Kopřivnice-jih I, Kopřivnice-jih II, Kopřivnice-sever, Kopřivnice-střed, Luhy, Mniší, Paseky, Pinkavka, Pod Bílou horou I, Pod Bílou horou II, Sýkorec (Sikoretz), Šostýn, Tatra, Větřkovice (Wetrkowitz), Vlčovice und Zahradní čtvrť. Zu Kopřivnice gehören zudem die Ansiedlungen Haškovec (Haschkowetz), Lichnůvka und Pružiny.  
Das Gemeindegebiet gliedert sich in die Katastralbezirke Drnholec nad Lubinou, Kopřivnice, Mniší, Větřkovice u Lubiny und Vlčovice.

## Geschichte
Nesselsdorf entstand im 13. Jahrhundert nahe der Burg Schornstein und gehörte damals zur Herrschaft der Grafen von Hückeswagen.
1910 wurde Nesselsdorf zur Marktgemeinde erhoben. Bekannt war der Ort vor allem durch den 1850 von Ignaz Schustala gegründeten Fahrzeug- und Eisenbahnhersteller Nesselsdorfer Wagenbau-Fabriks-Gesellschaft (NW), aus welcher 1923 der Automobilhersteller Tatra hervorging. Nesselsdorf befand sich direkt an der deutsch-tschechischen Sprachgrenze und besaß eine deutsche Minderheit.
Nach dem Münchner Abkommen  kam die Marktgemeinde Nesselsdorf im Oktober 1938 unter deutsche Verwaltung und gehörte bis 1945 zum Landkreis Neu Titschein im Regierungsbezirk Troppau des Reichsgau Sudetenland. Nach dem Zweiten Weltkrieg erfolgte die Vertreibung der deutschen Bevölkerung. 1948 wurden Kopřivnice die Stadtrechte verliehen. 1976 wurde Závišice und 1979 Lubina eingemeindet. 1980 erfolgte die Eingemeindung von Mniší und Vlčovice. Závišice löste sich 1990 wieder los und bildete eine Gemeinde.

## Bevölkerung
Bevölkerungsentwicklung nach Ende des Zweiten Weltkriegs
(Stand: 31.12. des jeweiligen Jahres)
| Jahr | Einwohner |
| ---- | --------- |
| 1971 | 11.301    |
| 1980 | 19.994    |
| 1990 | 24.837    |
| 2000 | 24.233    |

| Jahr | Einwohner |
| ---- | --------- |
| 2010 | 22.953    |
| 2020 | 21.657    |
| 2022 | 21.669    |

## Wappen
Beschreibung: Über Weiß und Rot gespalten liegt ein beigefarbenes historisches Kraftfahrzeug. Im rechten Feld befindet sich ein rotes Schildlein mit einem silbernen Brennnesselblatt.
Symbolik: Das Nesselblatt steht für Nesselsdorf und für die Firma Nesselsdorfer Wagenbau-Fabriks-Gesellschaft. Das Auto im Wappen als heraldische Besonderheit symbolisiert den ersten Herstellungsort für Kraftfahrzeuge in Böhmen/Mähren und Österreich-Ungarn. Es ist dem Modell „Präsident“ ähnlich. Dessen Durchschnittsgeschwindigkeit betrug 23 km/h, die am 21. Mai 1898 auf der Strecke von Kopřivnice bis Wien erreicht wurde.

## Städtepartnerschaften
- Trappes, Frankreich
- Zwönitz, Deutschland
- Myszków, Polen
- Castiglione del Lago, Italien
- Congleton, Großbritannien

## Sehenswürdigkeiten

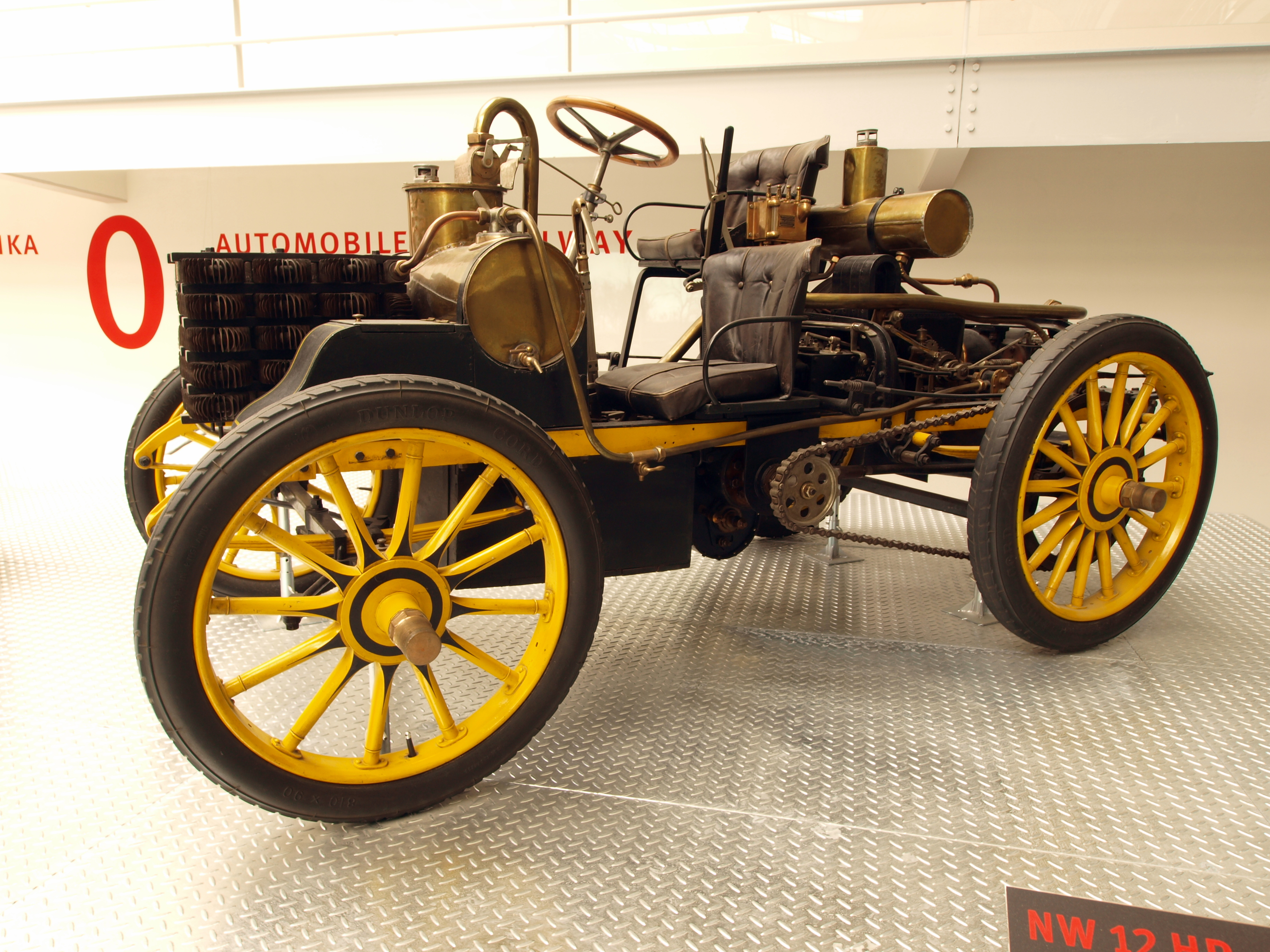
NW Rennzweier (Rennwagen von 1900) im Tatra-Museum von Kopřivnice

Tatra-Museum: Technisches Museum zur Automobilproduktion in Kopřivnice. Innerhalb des Gebäudes befinden sich historische Straßenfahrzeuge, darunter Personenkraftwagen und Geländewagen, welche mehrmals bei der Rally Dakar gewonnen haben. Im Außengelände befindet sich ein Triebwagen Slovenská Strela (Slowakischer Pfeil).

## Persönlichkeiten

### Ehrenbürger
- 2019: Hans Ledwinka (1878–1967), Automobilkonstrukteur[7]

### Söhne und Töchter der Stadt
- Ignaz Schustala der Ältere (1822–1891), Industrieller
- Ignaz Schustala der Jüngere (1862–1914), Industrieller
- Zdeněk Burian (1905–1981), Grafiker und Illustrator
- Emil Zátopek (1922–2000), Leichtathlet
- Tomáš Fleischmann (* 1984), Eishockeyspieler
- Petr Pohl (* 1986), deutsch-tschechischer Eishockeyspieler
- Patrik Bartošák (* 1993), Eishockeytorwart
- Tomáš Hykel (* 1996), Fußballspieler